# لورا کوتینا
لورا کوتینا (به انگلیسی: Laura Cutina) ژیمناست زادهٔ ۱۳ سپتامبر ۱۹۶۸ میلادی اهل کشور رومانی است.